# 锡龙河畔皮若勒
錫龍河畔皮若勒（法語：Pujols-sur-Ciron，法語發音：[pyʒɔl syʁ siʁɔ̃]）是法国吉伦特省的一个市镇，属于朗贡区。

## 地理
锡龙河畔皮若勒（44°33'43"N, 0°21'15"W）面积7.53 平方千米，位于法国新阿基坦大区吉倫特省，该省份为法国西南部沿海省份，是法國本土面积最大的省，北起滨海夏朗德省，西临大西洋，南至朗德省，东南接洛特-加龍省，东临多爾多涅省。
与锡龙河畔皮若勒接壤的市镇（或旧市镇、城区）包括：巴尔萨克、比多斯、博姆、伊拉茨、朗迪拉斯、普雷尼亚克。

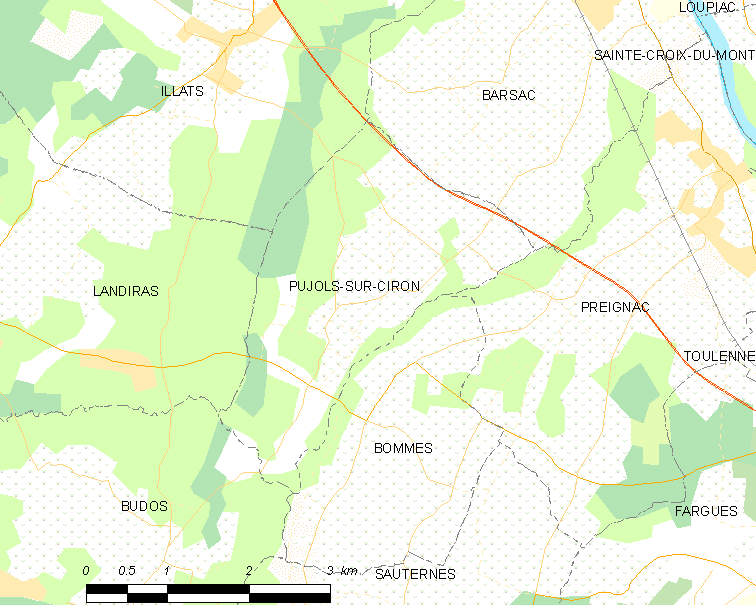
锡龙河畔皮若勒的OSM定位图

锡龙河畔皮若勒的时区为UTC+01:00、UTC+02:00（夏令时）。

## 行政
锡龙河畔皮若勒的邮政编码为33210，INSEE市镇编码为33343。

## 政治
锡龙河畔皮若勒所属的省级选区为砂砾荒原县。

## 人口

1962-2008年间锡龙河畔皮若勒人口变化图示

锡龙河畔皮若勒于2022年1月1日时的人口数量为924人。